# Глюкагонома
Глюкагонома (альфа-клітинна пухлина, пухлина Маллісона) — гормонально-активна пухлина, яка походить з А-клітин підшлункової залози та продукує глюкагон. Глюкагонома рідкісна пухлин, що діагностується у 1 на 20 млн населення на рік. Глюкагонома виникає переважно у жінок молодого віку. У 50-70% випадків глюкагонома є злоякісним новоутворенням та може характеризуватись розвитком локорегіонарних метастазів у лімфатичні вузли, наявністю віддалених метастазів у печінку, хребці.

## Клінічні прояви
Глюкагонома призводить до розвитку некролітичної мігруючої еритеми, цукрового діабету, тромбозу глибоких вен, діареї.
Некролітична мігруюча еритема діагностується у 50-70% випадків та характеризується появою одиничної або групи плям, які призводять до утворення папули, потім везикули з подальшим утворенням ерозії шкіри, покритої лусочками. Процес перебігає циклічно протягом 7-14 днів.
Гіперглікемія при цукровому діабеті внаслідок глюкагономи має середній ступінь тяжкості та не корелює з рівнем гіперглюкагонемії. Діарея виникає у 10-20% пацієнтів внаслідок зниження всмоктування і підвищення секреції в тонкій кишці.

## Діагностика
Визначення рівня глюкагона, хромограніна А плазми крові. Проведення УЗД та КТ органів черевної порожнини.

## Лікування
При глюкагономі показано оперативне лікування, обсяг операції — резекція підшлункової залози.

## Прогноз
Переважно несприятливий, особливо за наявності віддалених метастазів.